# Сфера (Нью-Йорк)
Сфера (англ. The Sphere) — металлическая скульптура немецкого скульптора Фрица Кёнига, находящаяся в Нью-Йорке. Ранее располагалась на площади имени Остина Джозефа Тобина, рядом с башнями Всемирного торгового центра в Манхэттене. После терактов 11 сентября 2001 года была извлечена из-под обломков и отправлена на временное хранение на склад около Международного аэропорта имени Джона Кеннеди.
Через шесть месяцев после нападения, когда был показан документальный фильм о скульптуре, «Сферу» временно отправили в Бэттери-парк без ремонта. Вскоре у её подножия был освящён вечный огонь в качестве мемориала жертвам 9/11. «Сфера» стала главной туристической достопримечательностью, отчасти из-за того, что пережила теракт лишь с небольшой вмятиной и дырой в корпусе.

## Описание
«Сфера» представляет собой металлическую скульптуру в 762 см высотой, состоящую из 52 бронзовых сегментов. Она была создана в Бремене, Германия, и отправлена в Нижний Манхэттен. Художественное оформление призвано было символизировать мир через мировую торговлю. Сфера была помещена на кольцо в центр фонтана и, вместе с декоративными элементами, разработанными архитектором Минору Ямасаки, должна была имитировать Большую мечеть Мекки, Масджид аль-Харам, в которой скульптура стояла на месте Кааба. Сама «Сфера» совершала один полный поворот за 24 часа. В хорошую погоду места у фонтана были популярным местом обеда у работников ВТЦ.

## После 11 сентября
После терактов 11 сентября скульптура была извлечена из-под обломков и отправлена на временное хранение на склад около Международного аэропорта имени Джона Кеннеди. Её извлечение широко освещалось в СМИ Нью-Йорка, так как «Сфера» «пережила» падение двух башен практически невредимой.
Немецкий режиссёр Перси Адлон посвятил «Сфере» фильм, в котором рассказчик посещает Граунд-Зиро через пять недель после теракта и рассказывает историю создания скульптуры. Сам Кёниг сначала был против переустановки «Сферы», считая памятник «красивым трупом».
В конце концов скульптура вернулась на Манхэттен, а 11 марта 2002 года была установлена в Бэттери-парке, в четырёх кварталах от того места, на котором она когда-то стояла. Руководил работой сам Кёниг, создатель «Сферы».
В сентябре 2017 года «Сфера» вновь была перемещена — на этот раз во вновь созданный Либерти-парк, ещё ближе к своему первоначальному местоположению.
В июне 2021 года было опубликовано ограниченное издание книги THE SPHERE - From Artwork to Memorial, к 50-летию установки скульптуры.

## Галерея
- Сфера в 1998 году
- «Сфера» на своём первоначальном месте между зданиями ВТЦ
- «Сфера» на фоне обломков ВТЦ
- В Бэттери-парке, 2010 год
- В Либерти-парке, 2017 год